# یاسویوکی ساتو
یاسویوکی ساتو (انگلیسی: Yasuyuki Sato؛ زادهٔ ۱۲ آوریل ۱۹۶۶) بازیکن فوتبال اهل ژاپن است.
از باشگاه‌هایی که در آن بازی کرده‌است می‌توان به باشگاه فوتبال سانفریس هیروشیما اشاره کرد.